# خرسونسوس، کریمه

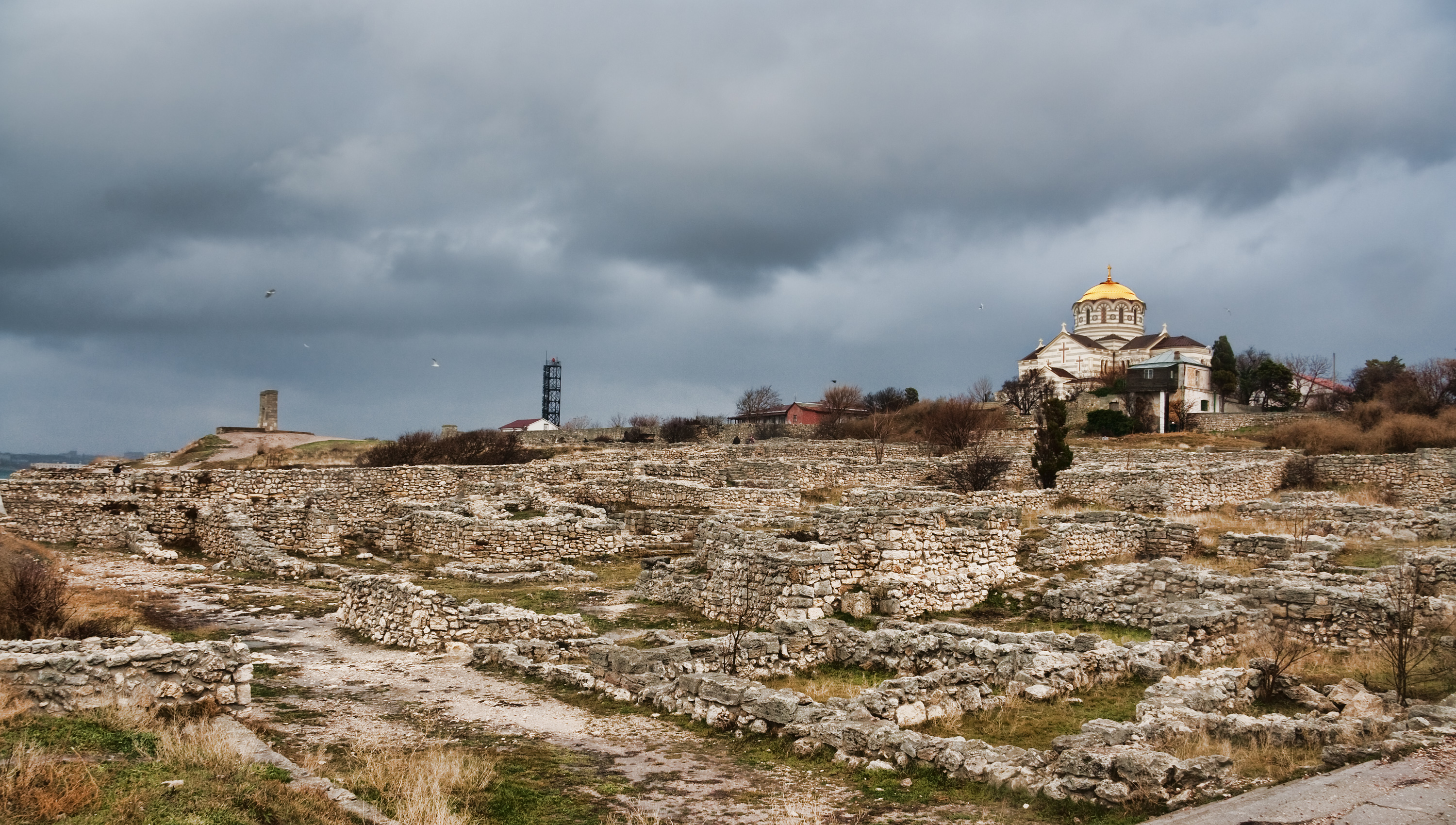
نمایی از محوطهٔ باستانی خرسونسوس در کریمه اوکراین - ۲۰۰۹

خرسونسوس (یونانی باستان: Χερσόνησος Khersonēsos) محوطه‌ای باستانی در کریمه اوکراین است که در فهرست میراث جهانی یونسکو در اروپا قرار دارد.
خرسونسوس از مستعمره‌های یونان باستان بوده‌است که در حدود ۲۵۰۰ سال پیش در جنوب غربی بخشی از کریمه تأسیس شد، سپس با عنوان تاوریکا (Taurica) شناخته شد. خرسونسوس، شهری باستانی است در ساحل دریای سیاه در حومه سواستوپل که به نام-های «پامپی اوکراینی» و «تروی روسی» مشهور است. ویرانه‌های این شهر باستانی در حال حاضر در یکی از حومه‌های سواستوپل واقع شده‌است. امروز خرسونسوس یکی از جاذبه‌های گردشگری است که توسط دولت به عنوان یک پارک باستان‌شناسی حفاظت می‌شود. طراحی ساختمان مخلوطی از هنر و فرهنگ یونانی، رومی و بیزانسی است.
در کل ساختمان شامل سه قسمت اصلی زیر است: دیوار دفاعی با صدها متر طول، آمفی تئاتر رومی، و معبد یونانی